# 阿尔门西利亚
阿尔门西利亚，是西班牙安达卢西亚自治区塞维利亚省的一个市镇。 总面积14平方公里，总人口3368人（2001年），人口密度241人/平方公里。